# Goredi Chancha
Goredi Chancha è una suddivisione dell'India, classificata come census town, di 9.834 abitanti, situata nel distretto di Nagaur, nello stato federato del Rajasthan. In base al numero di abitanti la città rientra nella classe V (da 5.000 a 9.999 persone).

## Geografia fisica
La città è situata a 26° 53' 38 N e 74° 19' 07 E.

## Società

### Evoluzione demografica
Al censimento del 2001 la popolazione di Goredi Chancha assommava a 9.834 persone, delle quali 5.238 maschi e 4.596 femmine. I bambini di età inferiore o uguale ai sei anni assommavano a 1.569, dei quali 851 maschi e 718 femmine. Infine, coloro che erano in grado di saper almeno leggere e scrivere erano 6.264, dei quali 3.913 maschi e 2.351 femmine.